# Soufiane Hamaini
Soufiane Hamaini, né le 21 février 1983 à Essaouira au Maroc, est un sportif de haut niveau.
Il est considéré comme l'un des plus grands kitesurfeurs internationaux établissant en effet des records majeurs dans cette discipline à seulement 26 ans, dont la quatrième place au classement général mondial. Soufiane Hamaini est le premier athlète du monde arabe à avoir participé aux championnats du monde de kitesurf (2000) et avoir décroché le titre mondial lors du championnat du monde de kitesurf à Saint-Gilles-Croix-de-Vie en France en 2008.
Actuellement, Soufiane Hamaini suit ses entrainements entre Essaouira, Dakhla et Tarifa en Espagne, et continue à suivre le circuit mondial de kitesurf avec toutes les étapes notamment au Brésil, en France, en Grèce, en Italie et bien entendu à Essaouira au Maroc. 
Il est un des membres fondateurs de l'Association Marocaine de Kite Surf. Il est aussi sponsorisé par ION et kitemorocco.com.